# هاوکر فیوری
هاوکر فیوری (به انگلیسی: Hawker Fury) یک هواپیمای دوبالهٔ ساختِ کارخانهٔ هاوکر ایرکرفت بریتانیا است. نخستین کاربر این هواپیما نیروی هوایی سلطنتی بریتانیا بوده است. این هواپیما برای نخستین بار در ۲۵ مارس ۱۹۳۱ میلادی مورد استفاده قرار گرفت.
هاوکر فیوری، یکی از پیشرفته‌ترین هواپیماهای جنگی در جنگ جهانی دوم بود که به دلیل سرعت بالا، چابکی فوق‌العاده و طراحی زیبایش شهرت یافت. فیوری به عنوان یکی از سریع‌ترین هواپیماهای جنگی دوران خود، نقش مهمی در توسعه تاکتیک‌های هوایی و طراحی هواپیماهای جنگی آینده ایفا کرد.

## توسعه و طراحی
طراحی هاوکر فیوری توسط سیدنی کم (به انگلیسی: Sydney Camm)، یکی از معروف‌ترین طراحان هواپیما در آن زمان، انجام شد. این هواپیما با هدف ارائه بالاترین سطح از عملکرد و چابکی طراحی شده بود. فیوری دارای یک موتور قدرتمند بود که امکان دستیابی به سرعت بالاتر از ۲۰۰ مایل بر ساعت (۳۲۱ کیلومتر بر ساعت) را فراهم می‌کرد و با طراحی ویژهٔ بدنه و بال‌ها، استانداردهای جدیدی را در صنعت هواپیماسازی تعیین کرد.

## خدمت و عملیات
هاوکر فیوری در ابتدا توسط نیروی هوایی سلطنتی بریتانیا (RAF) به کار گرفته شد و بعدها توسط چندین نیروی هوایی دیگر در سراسر جهان استفاده شد. این هواپیما در طول خدمت خود در تعدادی از مناقشات نظامی شرکت کرد، اما بیشتر به عنوان یک هواپیمای آموزشی و نمایشی در دوران پیش از جنگ جهانی دوم شناخته شده است. فیوری به دلیل عملکرد برتر هوایی و قابلیت‌های آکروباتیک، در میان خلبانان محبوبیت زیادی کسب کرد.

## مشخصات فنی
داده‌ها از The British Fighter since 1912
ویژگی‌های عمومی
- خدمه: ۱
- طول: ۲۶ فوت ۹ اینچ (۸٫۱۵ متر)
- پهنای بال: ۳۰ فوت ۰ اینچ (۹٫۱۴ متر)
- ارتفاع: ۱۰ فوت ۲ اینچ (۳٫۱۰ متر)
- مساحت بال‌ها: ۲۵۲ فوت مربع (۲۳٫۴ متر مربع)
- وزن خالی: ۲٬۷۳۴ پوند (۱٬۲۴۰ کیلوگرم)
- بیشترین وزن برخاست: ۳٬۶۰۹ پوند (۱٬۶۳۷ کیلوگرم)
- پیشرانه: ۱ عدد موتور با رادیاتور وی-۱۲ رولز-رویس کسترل IV, ۶۴۰ اسب بخار (۴۸۰ کیلووات)

عملکرد
- حداکثر سرعت: ۲۲۳ مایل بر ساعت (۳۵۹ کیلومتر بر ساعت، ۱۹۴ گره) at ۱۶٬۵۰۰ فوت (۵٬۰۰۰ متر)
- بُرد: ۲۷۰ مایل (۴۳۰ کیلومتر، ۲۳۰ مایل دریایی)
- حداکثر ارتفاع: ۲۹٬۵۰۰ فوت (۹٬۰۰۰ متر)
- زمان اوج‌گیری: ۳ دقیقه و ۵۰ ثانیه تا ۱۰٬۰۰۰ فوت (۳٬۰۰۰ متر)

تسلیحات

- اسلحه‌ها: ۲ قبضه تیربار ۰٫۳۰۳ اینچی (۷٫۷ میلی‌متری) ویکرز Mk IV با ۶۰۰ گلوله در هر اسلحه

## کاربران

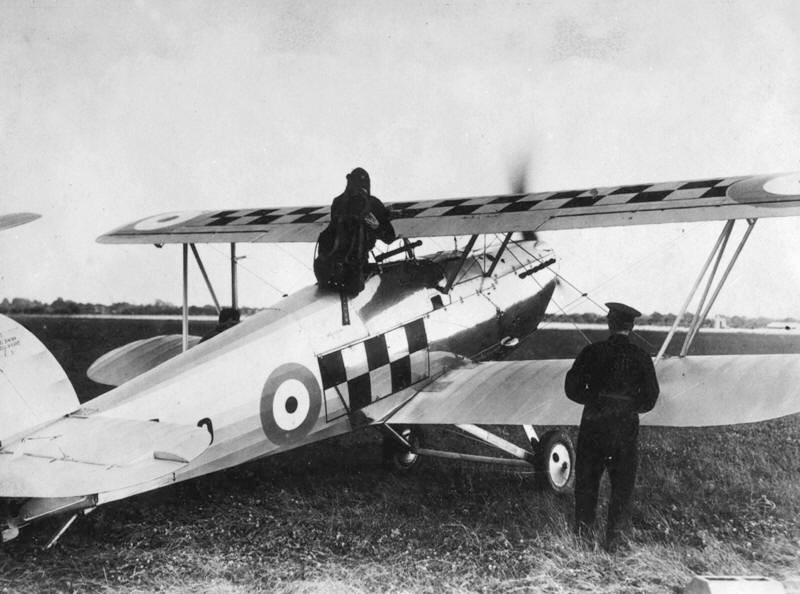
43 Squadron Hawker Fury

نروژ
 ایران
- نیروی هوایی شاهنشاهی

 پرتغال
 آفریقای جنوبی
 اسپانیا
 بریتانیا
- نیروی هوایی سلطنتی

 یوگسلاوی

## خدمت در ایران
در سال ۱۳۱۳ تعدادی از هواپیماهای فیوری که توسط نیروی هوایی شاهنشاهی خریداری شده بود (احتمالا به صورت قطعه‌قطعه) از خرمشهر وارد ایران شد و سپس به تهران منتقل شد. تعداد این هواپیماها احتمالاً ۲۴ فروند با شماره سریال ۲۰۱ تا ۲۲۴ بوده است.

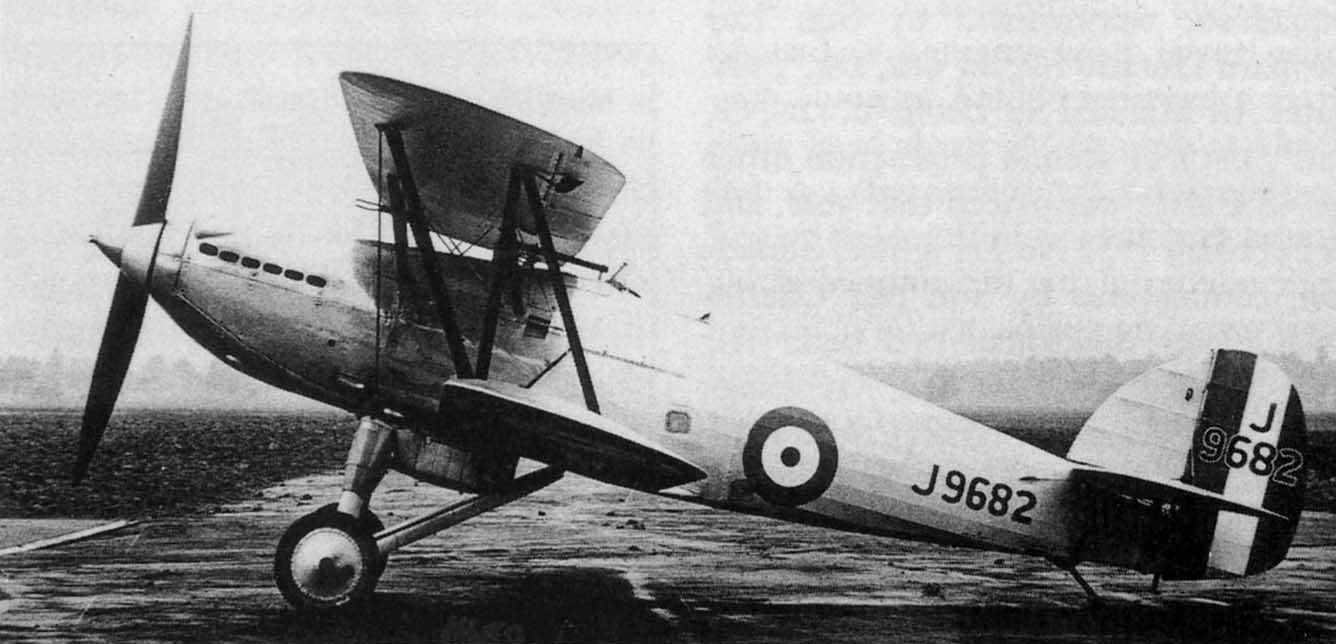
Hawker Hornet (Fury prototype)

## اثرگذاری
هاوکر فیوری تأثیر قابل توجهی بر روی طراحی هواپیماهای جنگی بعدی داشت. این هواپیما نشان داد که چگونه ترکیبی از سرعت، چابکی و قدرت می‌تواند در میدان نبرد مزیت ایجاد کند. طراحی‌های بعدی هاوکر، از جمله هاوکر هوریکین و هاوکر تایفون، از درس‌های آموخته شده از فیوری بهره بردند و به نمادهایی از قدرت هوایی بریتانیا در جنگ جهانی دوم تبدیل شدند.
در نهایت، هاوکر فیوری نه تنها به عنوان یک نقطه عطف در تاریخ هوانوردی نظامی بریتانیا بلکه به عنوان یک نمونه برجسته از پیشرفت فناوری و طراحی در دوران خود شناخته شده است. این هواپیما، با وجود اینکه در جنگ جهانی دوم نقش مستقیمی نداشت، ارثیه‌ای از نوآوری و الهام برای نسل‌های آینده از طراحان و خلبانان به جای گذاشت.